# Antonio Rinaldi (poeta)
Antonio Rinaldi (Potenza, 5 luglio 1914 – Firenze, giugno 1982) è stato un poeta e giornalista italiano.

## Biografia
Si trasferì in età giovanile a Bologna, frequentando il liceo e, in seguito, la facoltà di lettere. Fu allievo di Roberto Longhi e Giorgio Morandi. Nel 1937 intraprese l'attività di insegnamento al Liceo Galvani di Bologna, avendo tra i suoi allievi Pier Paolo Pasolini e Luciano Serra, e pubblicò La Valletta, la sua prima raccolta poetica, nel 1938. Dedicatosi all'antifascismo, Rinaldi venne arrestato quattro volte tra il 1943 e il 1944. Fu costretto a rifugiarsi ed entrò nel Partito d'Azione.
Con l'instaurazione della Repubblica, riprese l'attività di docente, aderì all'Unità Popolare nel 1953 e, dopodiché, si legò al Partito Socialista, venendo eletto consigliere di Ferrara nel 1960. Nel frattempo collaborò come redattore per giornali come L'Unità, La Nazione, Il Resto del Carlino, L'Approdo letterario e Il Ponte.
Pubblicò altre opere poetiche come La Notte, che gli valse il "Premio Serra" (intitolato a Renato Serra) nel 1947, Poesie e L'età della poesia, in cui è contenuta la sua produzione poetica degli ultimi vent'anni. A metà anni sessanta, si spostò a Firenze, entrando a far parte del cenacolo riunito intorno a Claudio Varese. A Firenze fu professore di italiano e storia all'Istituto Duca d'Aosta. Rinaldi morì nel capoluogo toscano nel 1982.

## Opere
- La Valletta, per i tipi di Guanda, Modena (1938)
- La notte, Neri Pozza, Venezia (1949)
- Poesie, Mondadori, Milano (1958)
- L'età della poesia, Vallecchi, Firenze (1969)